# Propionitrile
Le propionitrile est un composé chimique de formule CH3CH2CN. C'est le plus simple des nitriles aliphatiques. Il se présente sous la forme d'un liquide incolore soluble dans l'eau. Il est utilisé comme solvant et comme précurseur d'autres composés organiques.

## Production
Le propionitrile est produit industriellement essentiellement par hydrogénation de l'acrylonitrile CH2=CH–CN ainsi que par ammoxydation du propanol C2H5CH2OH (ou du propanal C2H5CHO) :
CH3CH2CH2OH + O2 + NH3 → CH3CH2CN + 3 H2O.
Le propionitrile est également un sous-produit de l'électrodimérisation de l'acrylonitrile en adiponitrile NC(CH2)4CN.
En laboratoire, il peut être préparé par déshydratation du propanamide CH3CH2CONH2, par réduction catalytique de l'acrylonitrile, ou par distillation de l'hydrogénosulfate d'éthyle CH3CH2OSO3H et du cyanure de potassium KCN.
Le propionitrile est un solvant semblable à l'acétonitrile mais avec une température d'ébullition un peu plus élevée. Il donne de la propylamine CH3CH2CH2NH2 par hydrogénation.

## Détection astrophysique
Le propionitrile fait partie des molécules détectées dans le milieu interstellaire,,,, par spectroscopie rotationnelle. Ses trois 13C-isotopologues ont également été observés dans les nuages moléculaires tels Orion IRc2.